# Contea di Taijiang
La contea di Taijiang (台江县S, Táijiāng XiànP) è una contea della Cina, situata nella provincia del Guizhou e amministrata dalla prefettura autonoma miao e dong di Qiandongnan.